# جلال‌آباد (راور)
جلال‌آباد (راور)، روستایی از توابع بخش مرکزی شهرستان راور در استان کرمان ایران است.

## جمعیت
این روستا در دهستان راور قرار دارد و براساس سرشماری مرکز آمار ایران در سال ۱۳۸۵، جمعیت آن ۵۴۳ نفر (۱۴۸خانوار) بوده‌است.